# Фабіан Ехманн
Фабіан Ехманн (нім. Fabian Ehmann, нар. 28 серпня 1998, Ґрац) — австрійський футболіст, воротар клубу «Аріс».

## Клубна кар'єра
Народився 28 серпня 1998 року в місті Ґрац. Вихованець футбольної школи клубу «Штурм» з рідного міста. З 2014 року став виступати за резервну команду, в якій провів чотири сезони, взявши участь у 37 матчах Регіоналліги, втім за першу команду так і не дебютував.
Влітку 2018 року був відданий в оренду в клуб «Капфенберг» з Другої ліги, третього за рівнем дивізіоні країни. Відіграв за команду з Капфенберга наступний сезон своєї ігрової кар'єри. Більшість часу, проведеного у складі «Капфенберга», був основним голкіпером команди.
24 червня 2019 року Ехманн перейшов у грецький «Аріс», підписавши дворічну угоду. У новій команді став запасним воротарем, але завдяки травмі основного воротаря Хуліана Куести отримав шанс зіграти за першу команду і зіграв у дебютному сезоні 12 ігор. На жаль для Емана, він не зміг скористатися наданою йому можливістю, пропустивши 17 голів і провівши лише 2 «сухих» матчі.

## Виступи за збірні
2014 року дебютував у складі юнацької збірної Австрії (U-17), у складі якої провів 8 матчів і пропустив 5 голів. Надалі грав за юнацькі команди U18 (4 матчі), U19 (7 матчі) та U20 (1 матч). Загалом на юнацькому рівні взяв участь у 19 іграх.
З 2019 року залучався до складу молодіжної збірної Австрії. На молодіжному рівні зіграв у 7 офіційних матчах.